# ليلي بريت
ليلي بريت (بالإنجليزية: Lily Brett)‏ هي مقالاتية وكاتِبة أسترالية، ولدت في 5 سبتمبر 1946 في فيلدافينغ في ألمانيا.

## وصلات خارجية
- الموقع الرسمي
- ليلي بريت على موقع مونزينجر (الألمانية)